# معبد الرامسيوم
| wsr | ra | mAat | ra · stp · n | W9 · t | R19 | M | i | mn · n · N36 |

| wsr | ra | mAat | ra · stp · n | W9 · t | R19 | M | i | mn · n · N36 |

معبد الرامسيوم معبد جنائزي، يقع في مدينة طيبة الجنائزية في صعيد مصر غرب نهر النيل على الجانب الآخر من مدينة الأقصر الحالية. بناه الملك رمسيس الثاني («رمسيس الأكبر» ويسمى أيضاً «رعمسيس») وهو أكثر الملوك الذين بنيت لهم معابد. ويضم المعبد تماثيل ضخمة للملك رمسيس الثاني، وجانبا مهما من النقوش التي تحكي طبيعة الحياة في تلك الفترة وتسجل الصور والنقوش التي تزين جدار المعبد وقائع معركة قادش الشهيرة التي انتصر فيها الملك رمسيس الثاني على الحيثيين وكيفية تخطيطه للحرب.
جاء اسم المعبد - أو على الأقل صيغته الفرنسية من كلمة رامسيون (Rhamesséion) - بمعرفة جان فرانسوا شامبليون، الذي زار أطلال الموقع في 1829 وحدد لأول مرة الحروف الهيروغليفية التي تشكل أسماء وألقاب رمسيس على الجدران. كان يطلق عليه في الأصل منزل ملايين السنين من أوسرماترا-سيتيبينرا الذي يتحد مع طيبة-المدينة في نطاق آمون. كان أوسرماترا-سيتيبينرا من ألقاب تتويج رمسيس الثاني وسماه المؤرخ الإغريقي ريوروس خطأ قبر «أو سيماندياس» وهو تفسير إغريقي خاطئ لاسم رمسيس الثاني القديم.
ويعتبر المعبد من أجمل المعابد في مصر، إذ يتكون من بقايا طرق وأعمدة أوزيرية متكسرة وصرح ضخم تهاوى نصفه، وبدت سقوفه وقد صنعت من الطوب الآجر، والتي ترتفع في مستوى واحد مع سور المعبد.
و قد عثرت بعثة الآثار المصرية الفرنسية برئاسة كريستيان لبلان العاملة بمعبد الرامسيوم في منطقة البر الغربي بالأقصر علي بقايا مهمة من المعبد ترجع إلي عصر الأسرتين الـ19 و20 الفرعونيتين تضم مجموعة من المطابخ العامة وأبنية للجزارة ومخازن ضخمة إضافة إلي المدرسة التي كانت مخصصة لتعليم أبناء العمال.

## تاريخه

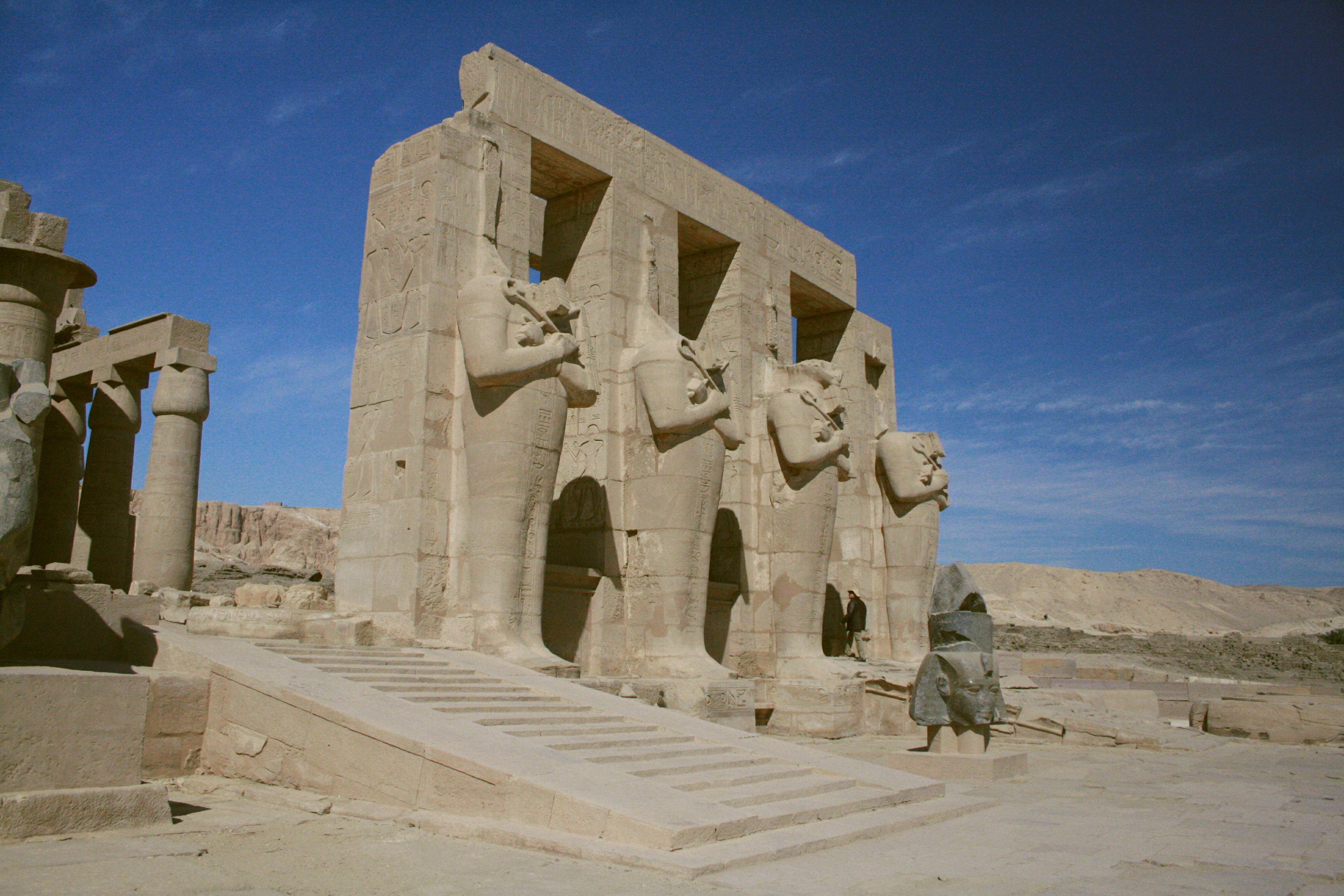
المعبد الجنائزي لرمسيس الثاني - الرامسيوم

عدل رمسيس الثاني أو انتزع وشيدّ العديد من المباني من البداية إلى النهاية وكان أروع هذه المباني، وفقاً لطقوس الدفن الملكية في المملكة الحديثة، هو معبده الجنائزي: المكان المخصص لعبادة فرعون، إله الأرض، حيث ستبقى ذكراه حية بعد وفاته. تشير السجلات الباقية إلى أن العمل في البناء بدأ مباشرة من بداية عهده واستمر لمدة 20 عاماً.
يلتزم تصميم معبد رمسيس لجنائزي بالمقاييس الكهنوتية لعمارة معابد المملكة الحديثة. كان المعبد نفسه يتألف من صرحين حجريين (بوابتين، بعرض حوالي 60 متراً)، باتجاه الشمال الغربي والجنوب الشرقي ويؤدي كلاهما إلى فناء. خلف الفناء الثاني، في وسط المجمع، كان هناك بهو أعمدة من 48 عموداً، يحيط بالحرم الداخلي. كان ينتصب صرح ضخم أمام الفناء الأول، بينما كان القصر الملكي على اليسار ويلوح في الأفق في الخلف تمثال ضخم للملك. وكما هو معتاد، زُينّت الأبراج والجدران الخارجية بمشاهد إحياء ذكرى انتصارات فرعون العسكرية وترك سجل وافي عن تفانيه وتقربه للآلهة. بالنسبة لوضع رمسيس، هناك أهمية كبيرة لمعركة قادش (حوالي 1274 ق.م.). والأكثر إثارة للاهتمام، مع ذلك، تسجيل أحد المباني الموجودة أعلى الصرح الأول أعمال النهب التي قام بها، في السنة الثامنة من حكمه، لمدينة تسمى «شاليم»، التي ربما كانت القدس وربما لا. كما لا يزال من الممكن رؤية مشاهد انتصار فرعون العظيم وجيشه على القوات الحيثية الفارة أمام قادش، كما صورت في شرائع «قصيدة بنتاور الملحمية» على الصرح.
بقيت أجزاء فقط من القاعدة والجذع من تمثال الفرعون المتوج المصنوع من السيانيت، بارتفاع 19 متراً (62 قدماً) ويزن أكثر من 1.000 طن. زُعم أنه نُقل لنحو 170 ميل (270 كم) فوق الأرض. وهو أكبر تمثال ضخم متبقي (باستثناء التماثيل التي نُصبّت في الموقع) في العالم. ومع ذلك، اكتشفت بقايا لأربعة تماثيل عملاقة من الجرانيت لرمسيس في تانيس (شمال مصر) بارتفاع يقدر من 69 إلى 92 قدماً (21 إلى 28 متراً). تبدو كأربعة من ستة تماثيل لأمنحتب الثالث (تمثالا ممنون)، إلا أنه لم يعد هناك بقايا كاملة، لذا فإن الارتفاعات تستند إلى تقديرات غير مؤكدة.
تشمل بقايا الفناء الثاني جزءاً من الواجهة الداخلية للصرح وجزءاً من رواق أوزيريس على اليمين. تتكرر مشاهد الحرب وهزيمة الحيثيين في قادش على الجدران. تظهر في السجلات العلوية وليمة تكريما لإله الذكر مين، إله الخصوبة. على الجانب الآخر من الفناء، لا تزال بعض الركائز والأعمدة الأوزيرية تقدم فكرة عن العظمة الأصلية. كما يمكن رؤية بقايا متناثرة لتمثالين للملك الجالس كانا يحيطان بمدخل المعبد، أحدهما من الجرانيت الوردي والآخر من الجرانيت الأسود. نُقلّ رأس أحد هؤلاء إلى المتحف البريطاني. لا يزال تسعة وثلاثون من أصل ثمانية وأربعين عموداً في قاعة الأعمدة الكبيرة (41 × 31 م) قائمة في الصفوف الوسطى. وهي مزينة بالمناظر المعتادة للملك أمام آلهة مختلفة. كما حُفظّ جزء من السقف مزين بنجوم ذهبية على أرضية زرقاء. يظهر أبناء وبنات رمسيس في موكب على الجدران القليلة المتبقية. كان الحرم مؤلفاً من ثلاث غرف متتالية، بثمانية أعمدة وحجيرة رباعية الأعمدة. جزء من الغرفة الأولى، بسقف مزين بمناظر نجمية وبقايا قليلة من الغرفة الثانية هي كل ما تبقى.
شمالاً بجوار بهو الأعمدة، كان هناك معبد أصغر؛ مكرساً لوالدة رمسيس، تويا ولزوجته المحبوبة نفرتاري. وإلى جنوب الفناء الأول كان يوجد قصر المعبد. كان المجمع محاطاً بالعديد من المستودعات ومخازن الحبوب وورش العمل والمباني الملحقة الأخرى، بعضها بني في وقت متأخر من العصر الروماني.
كان معبد سيتي الأول، الذي لم يبق منه الآن سوى الأساسات، قائماً على يمين بهو الأعمدة. وكان مؤلفاً من بهو مُعمد ومحربين. كان المجمع بأكمله محاطاً بجدران من الطوب اللبن تبدأ من الصرح الجنوبي الشرقي العملاق.
تشير خبيئة من البرديات والشقفات التي يعود تاريخها إلى الفترة الانتقالية الثالثة (القرنين الحادي عشر والثامن قبل الميلاد) إلى أن المعبد كان أيضاً موقعاً لمدرسة نساخ مهمة.
كان الموقع قيد الاستخدام قبل أن يضع رمسيس حجر الأساس: فتحت قاعة الأعمدة، عثر علماء الآثار المعاصرون على مقبرة عمودية من عصر الدولة الوسطى، مما أسفر عن العثور على كنز غني من القطع الأثرية الدينية والجنائزية.

## الأطلال
على خلاف المعابد الحجرية الضخمة التي أمر رمسيس بنحتها على واجهة جبال النوبة في أبو سمبل، لم يكن الممر المتصلب لثلاثة آلاف عام مترفقاً مع «معبده الذي سيمتد لمليون عام» في طيبة. لاسيما بسبب موقعه على حافة السهول الفيضية للنيل، حيث أدى الفيضان السنوي إلى تقويض أسس هذا المعبد وما يجاوره تدريجياً. كان للإهمال وظهور الأديان الجديدة أثرهما أيضاً: على سبيل المثال، في السنوات الأولى من العصر المسيحي، استُخدمّ المعبد ككنيسة مسيحية.
كل ذلك كان ثمناً قياسياً لمعبد من نوعه بُنيّ في ذلك الوقت. وبغض النظر عن تعاظم الحجم - حيث سعى كل فرعون متعاقب من الدولة الحديثة إلى التفوق على أسلافه من حيث الحجم والنطاق - فإن الرامسيوم يُوضع إلى حد كبير في نفس القالب مثل مدينة هابو لرمسيس الثالث أو معبد أمنحتب الثالث المدمر الذي يقف خلف «تمثالي ممنون» على بعد كيلومتر واحد أو نحو ذلك. بدلاً من ذلك، تعزي الأهمية التي يتمتع بها الرامسيوم اليوم أكثر لوقت وطريقة إعادة اكتشاف الأوروبيين له.
تعد قائمة ملوك الرامسسيوم قائمة صغيرة من الملوك ما زالت موجودة في الموقع على أطلال الصرح الثاني.

## الحفريات والدراسات

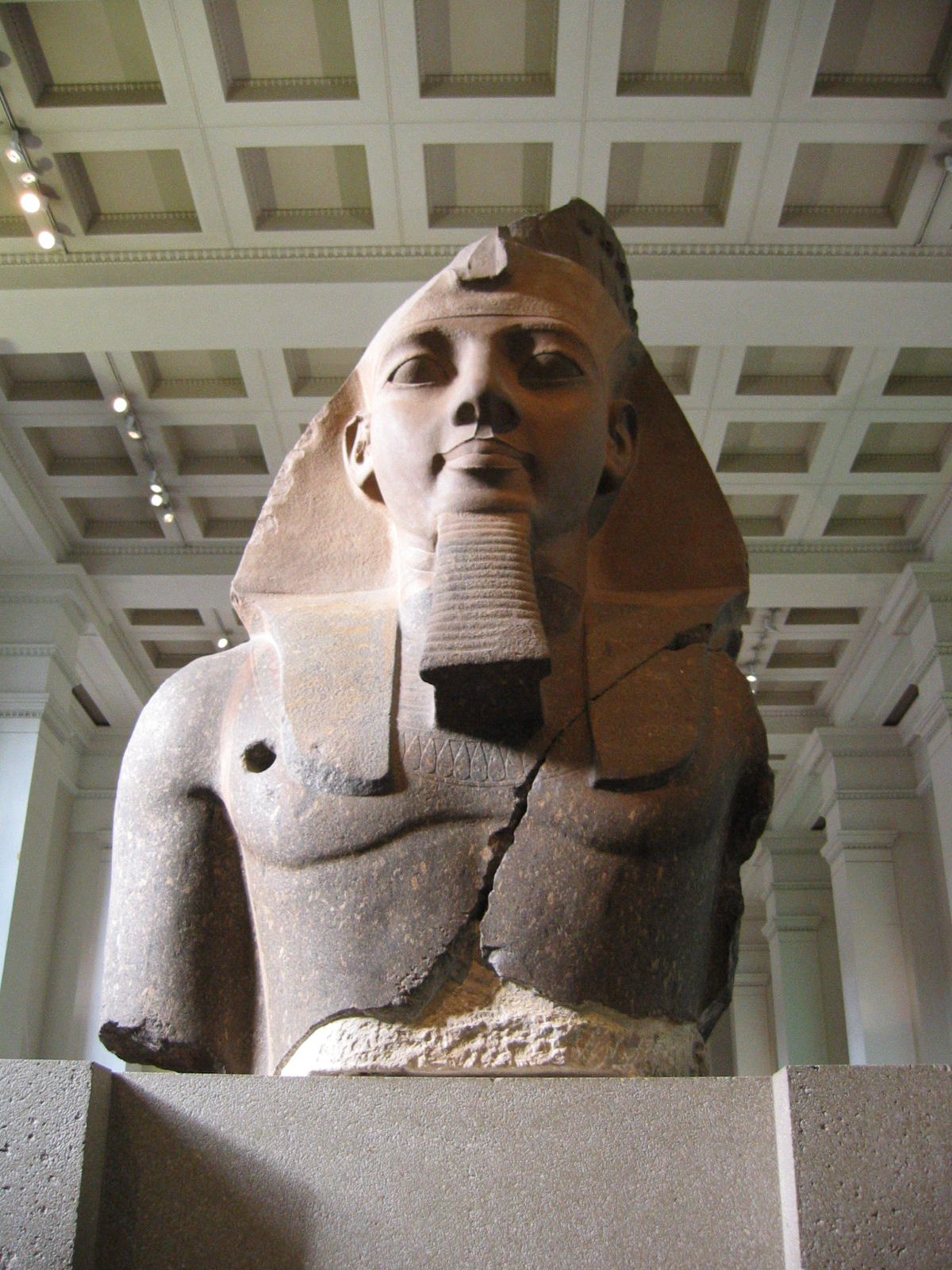
تمثال ممنون الأصغر بالمتحف البريطاني

يمكن تتبع أصول علم المصريات الحديث إلى وصول نابليون بونابرت إلى مصر في صيف عام 1798. وعلى الرغم من عدم إنكار كونه غزواً لقوة إمبريالية أجنبية، فقد كان مع ذلك غزواً لعصره، مستنداً على أفكار تنويرية: فقد صحب العلماء جنود نابليون، الذين سيؤدّي كدهم تحت شمس الصحراء لاحقاً إلى إصدار 23 مجلداً من وصف مصر. كُلفّ اثنين من المهندسين الفرنسيين، جان بابتيست بروسبير جولوا ورينيه إدوارد دو فيلييه دو تيراج، بدراسة موقع الرامسيوم وقد صاحب ذلك الكثير من الضجة عندما عرفاه «بقبر أوزيماندياس» أو «قصر ممنون» الذي كتب عنه ديودور الصقلي في القرن الأول قبل الميلاد.
كان الزائر التالي الجدير بالذكر هو جيوفاني بيلزوني، مقدم عروض ومهندس من أصل إيطالي وأخيراً عالم آثار وتاجر تحف. قادته رحلاته في 1815 إلى القاهرة، حيث باع محمد علي محركاً هيدروليكياً من اختراعه. هناك التقى بالقنصل البريطاني العام هنري سولت، الذي استأجر خدماته ليأخذ من المعبد في طيبة ما يسمى «ممنون الأصغر»، أحد رأسي تمثالي الجرانيت الضخمين اللذين يصوران رمسيس الثاني وينقله إلى إنجلترا. بفضل نظام بيلزوني الهيدروليكي ومهاراته كمهندس (فشل رجال نابليون في نفس المسعى قبل عقد أو نحو ذلك)، وصل الرأس الحجري الذي يبلغ وزنه 7 أطنان إلى لندن في 1818، حيث أطلق عليه لقب «ممنون الأصغر»، وبعض عدة سنوات، احتل مكان الصدارة في المتحف البريطاني.
على خلفية الحماسة الشديدة التي أحاطت وصول التمثال وبعد سماع حكايات عجيبة عن كنوز أخرى أقل قابلية للنقل لا تزال في الصحراء، كتب الشاعر بيرسي بيشي شيلي سونيت «أوزيماندياس». ارتبط حينها أحد التمثال الضخمة المهدمة في الرامسيوم ارتباطاً وثيقاً بشيللي على وجه الخصوص، بسبب الخرطوشة الموجودة على كتفه والتي تحمل لقب تتويج رمسيس، سر ماعت رع - ستب إن رع (حقيقة رع العظيمة، اختيار رع)، الجزء الأول الذي ترجمه ديودور إلى اليونانية على أنه «أوزيماندياس». في حين أن «ساقان عملاقتان لحجر لا جذع لهما» في سونت شيلي تعزو إلى المنهج الشعري أكثر من علم الآثار، فإن «نصفه غارقاً... وجه متصدع» ملقى على الرمال هو وصف دقيق لجزء من التمثال المحطم. حيث تقع اليدين والقدمين في مكان قريب. أما لو كان لا يزال قائماً، فإن تمثال أوزيماندياس العملاق سيرتفع 19 متراً (62 قدماً) فوق الأرض، لينافس تمثالا ممنون وتماثيل رمسيس المنحوتة في الجبل في أبو سمبل.
يقوم فريق فرنسي مصري مشترك باستكشاف وترميم الرمسيوم ومحيطه منذ 1991. ومن بين اكتشافاتهم خلال أعمال التنقيب مطابخ ومخابز وغرف إمداد للمعبد في الجنوب ومدرسة لتعليم الأولاد ليكونوا كتبة إلى الجنوب الشرقي. كانت بعض العقبات في سبيل الحفاظ على المنطقة هي سيطرة المزارعين المصريين الحاليين على استخدام المنطقة للزراعة والتعدي على الأنقاض.

## معرض الصور

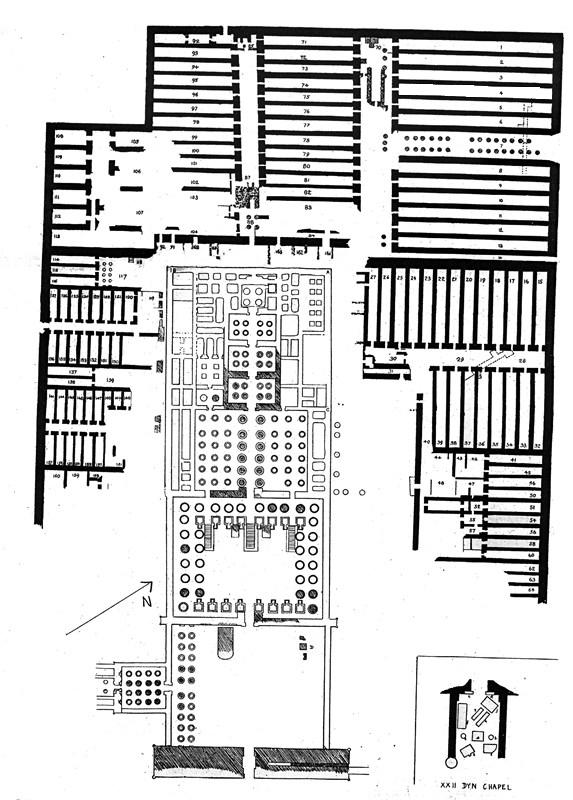
تخطيط الرامسيوم
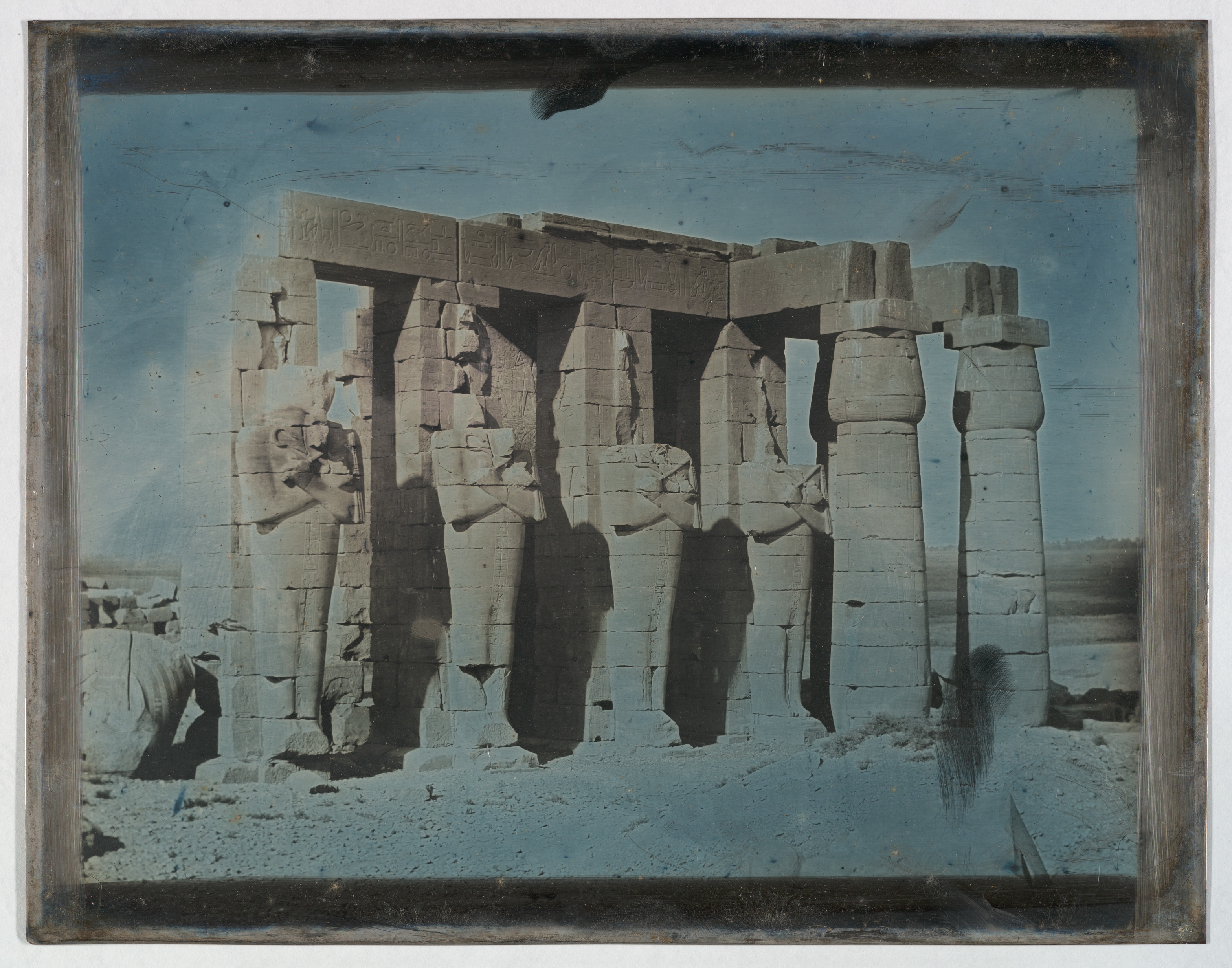
داجيرية التقطها جوزيف فيليبرت جيرولت دي برانجي في 1844
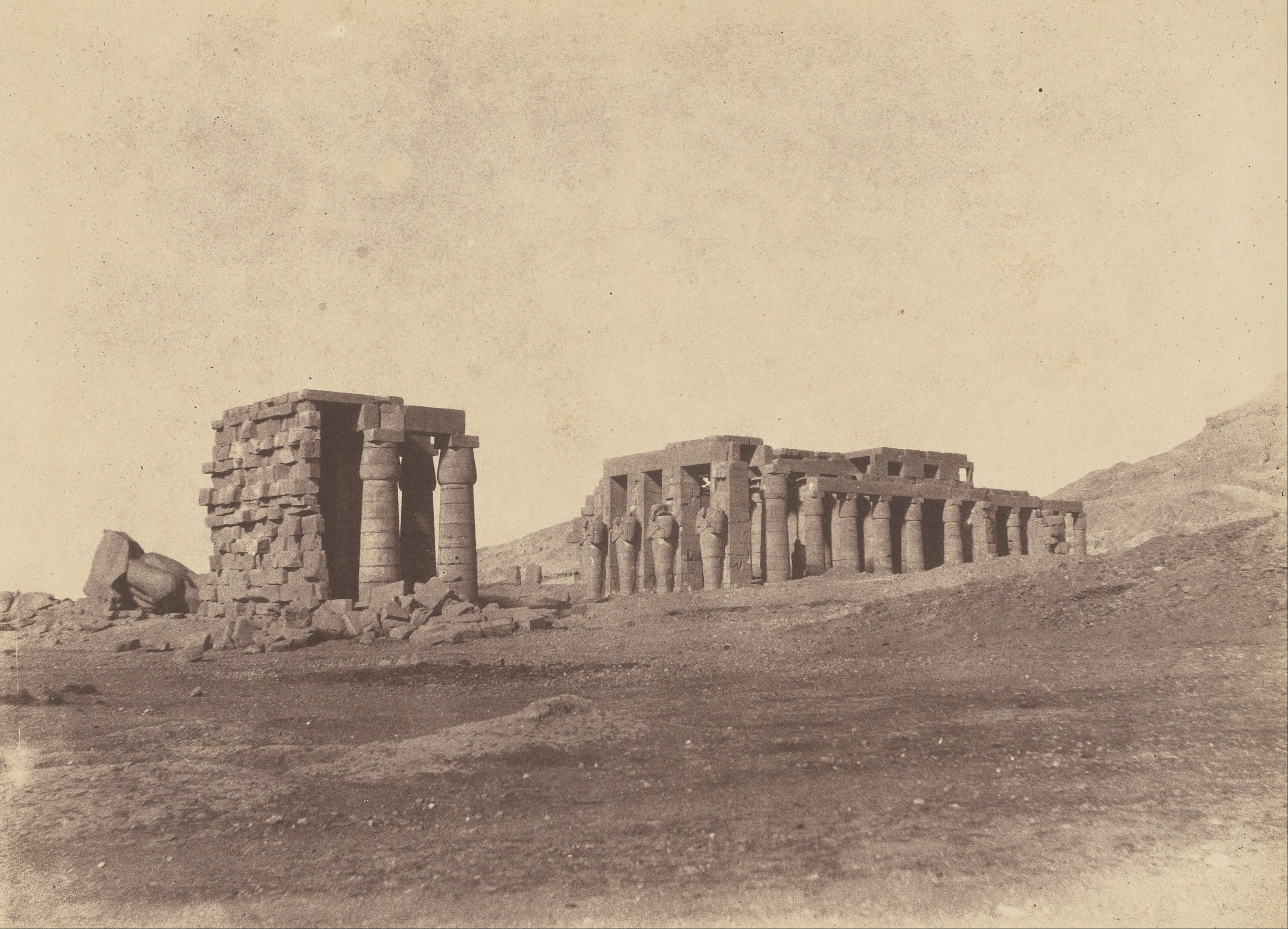
الصور الأولى للمعبد، التقطها جون بيسلي غريني في 1854
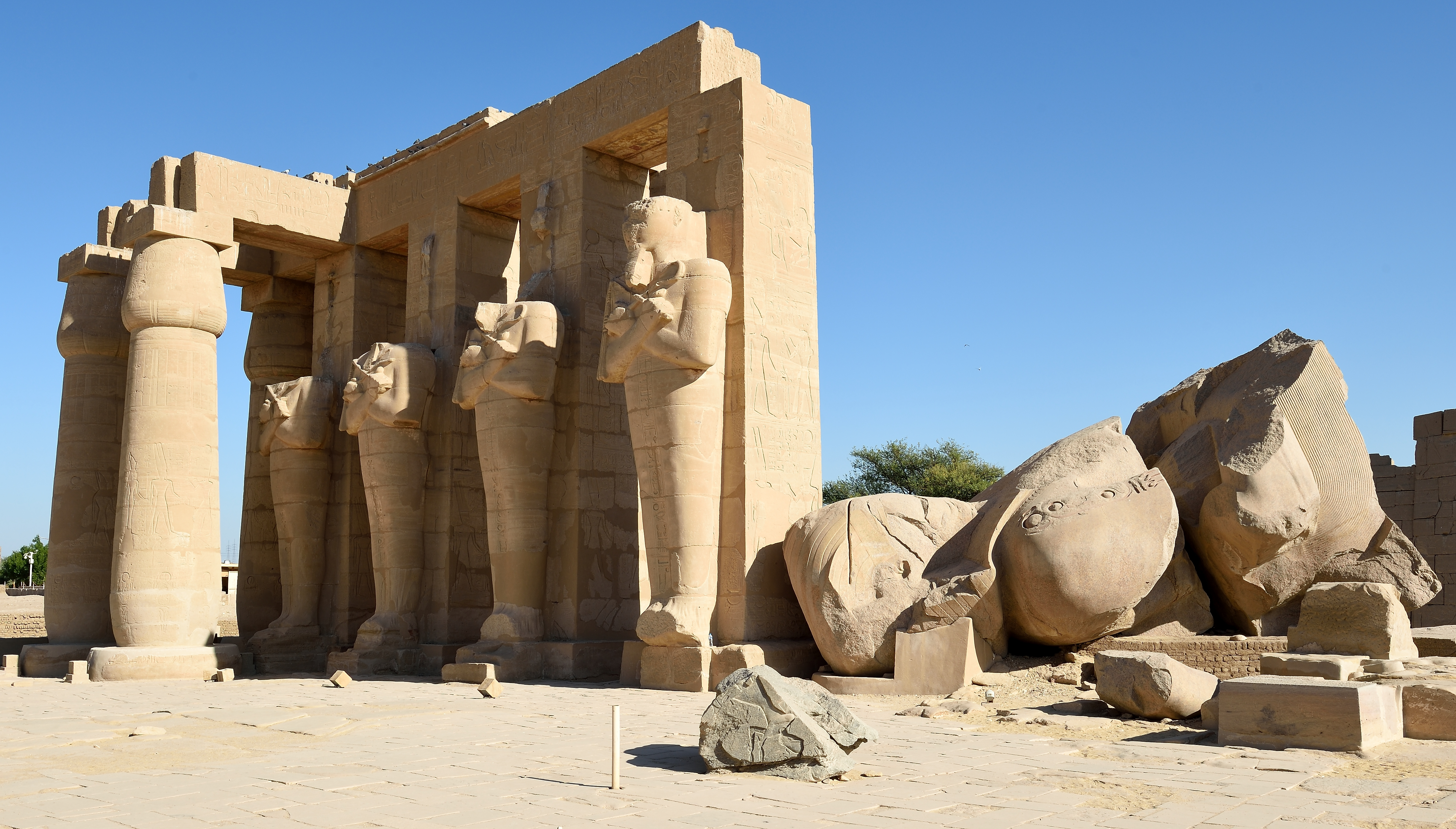
تمثال أوزيماندياس المحطم وبجواره تماثيل أوزيرية
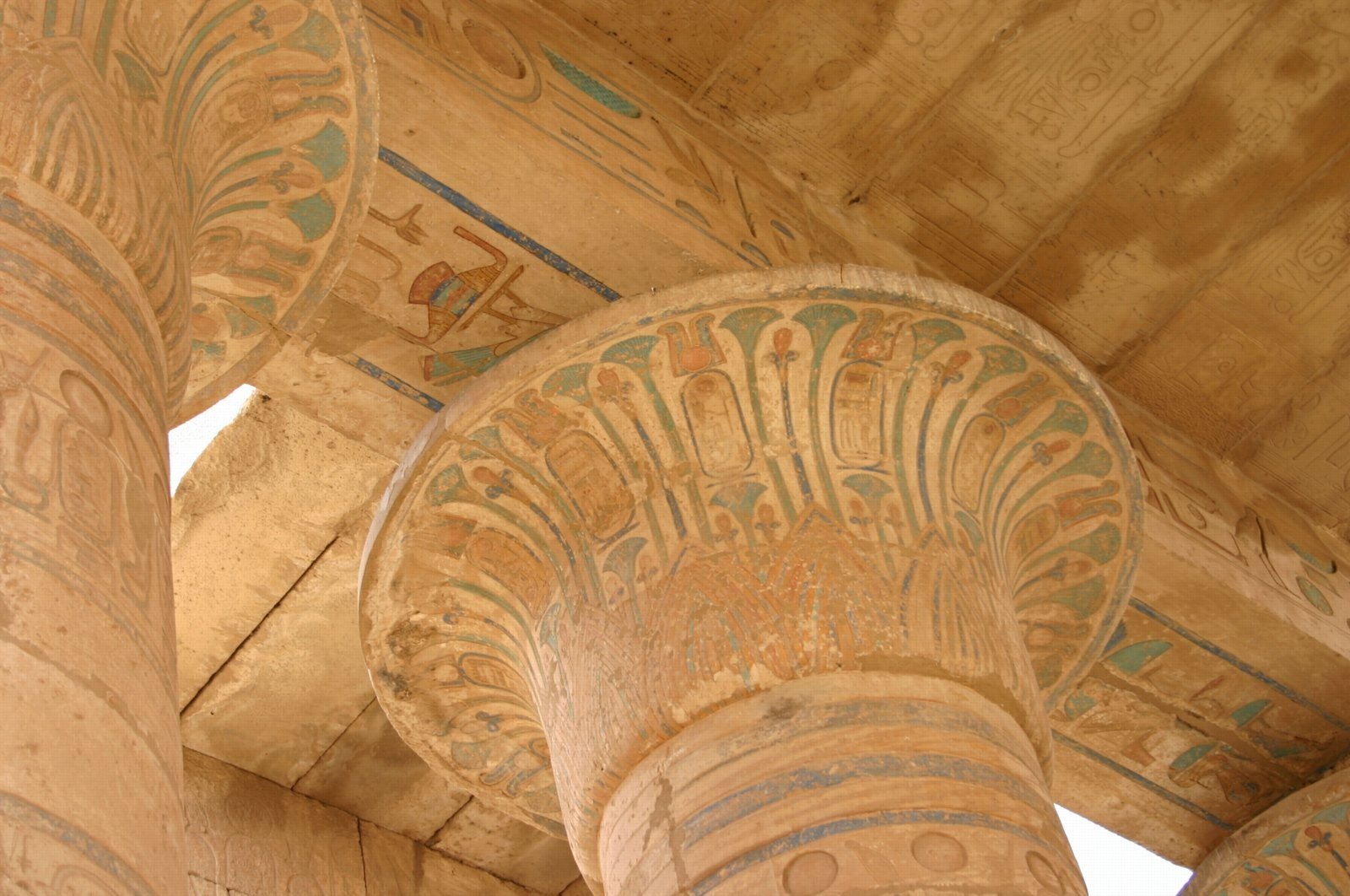
بهو الأعمدة
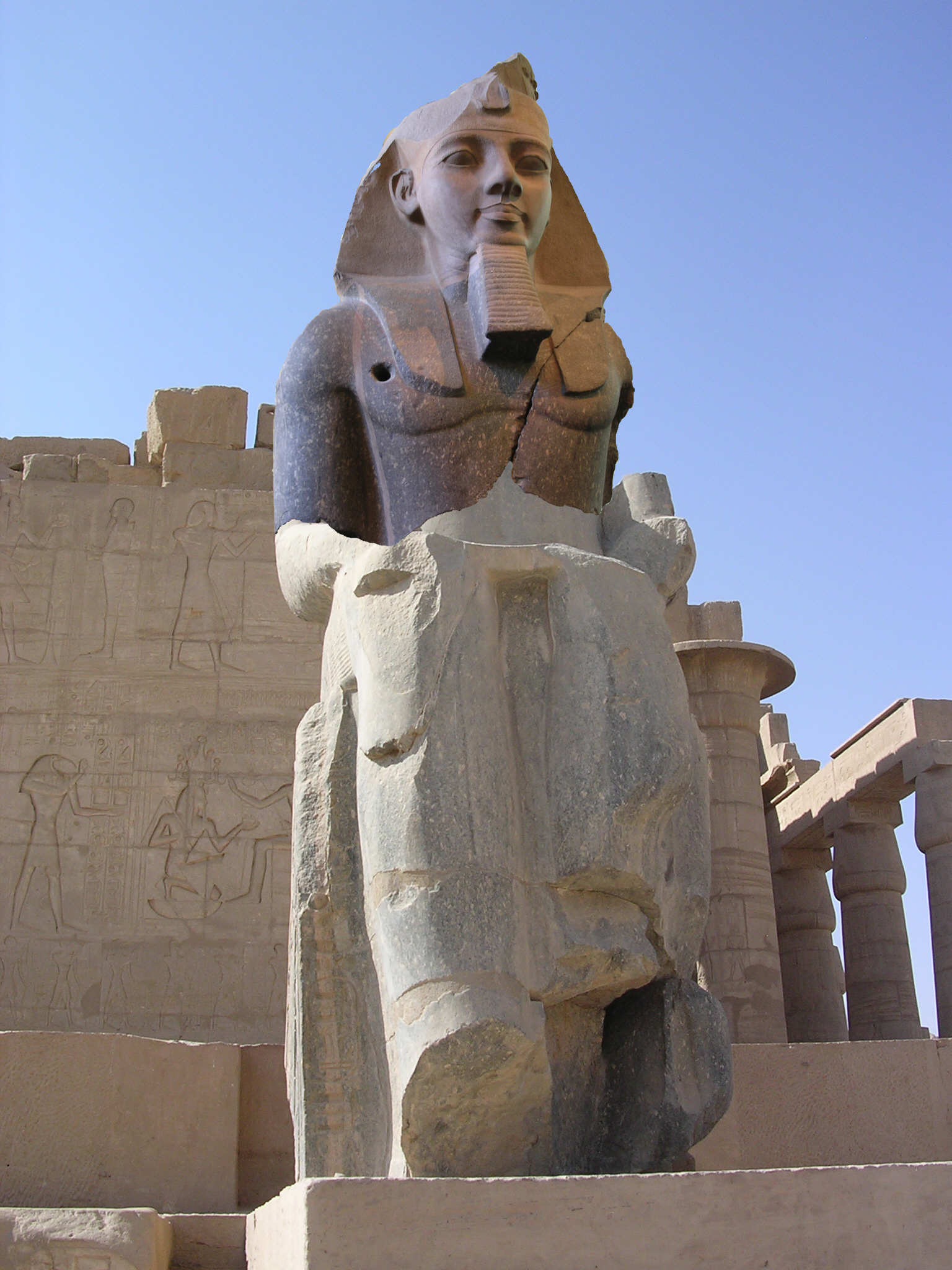
استعادة تمثال الأصغر ممنون المحفوظ في المتحف البريطاني رقمياً إلى قاعدته في الرامسيوم
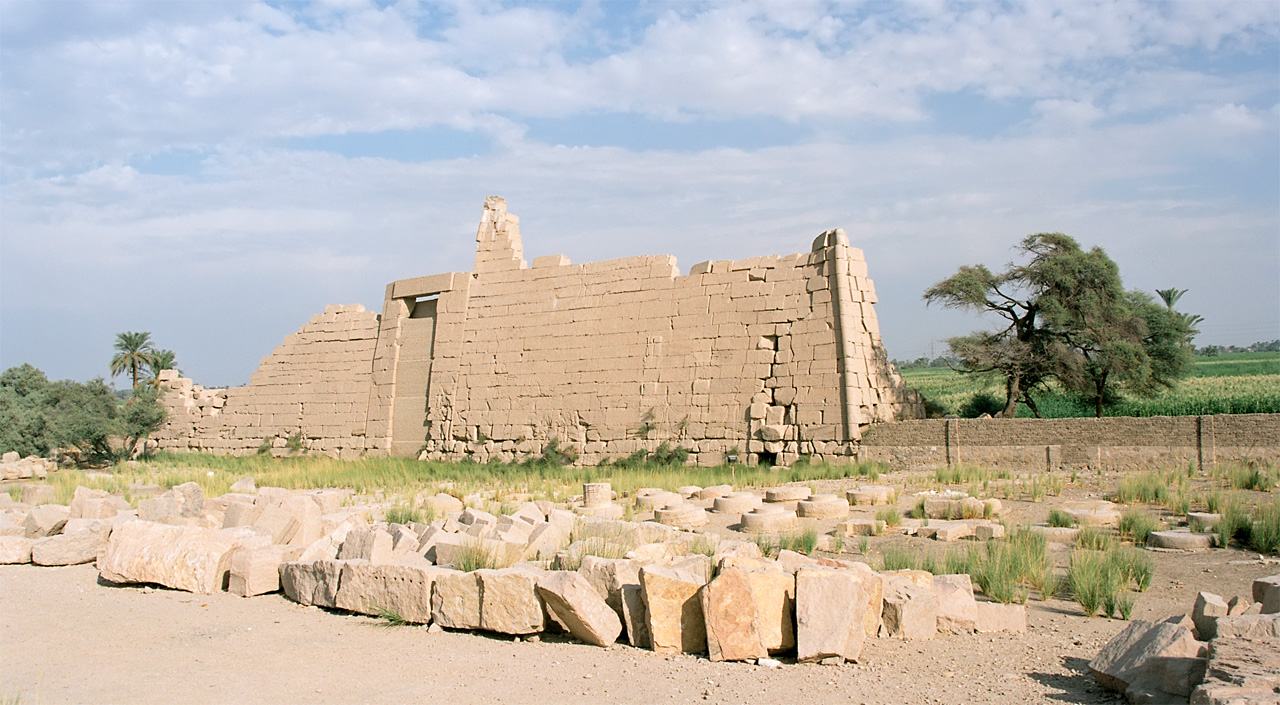
صرح الرامسيوم
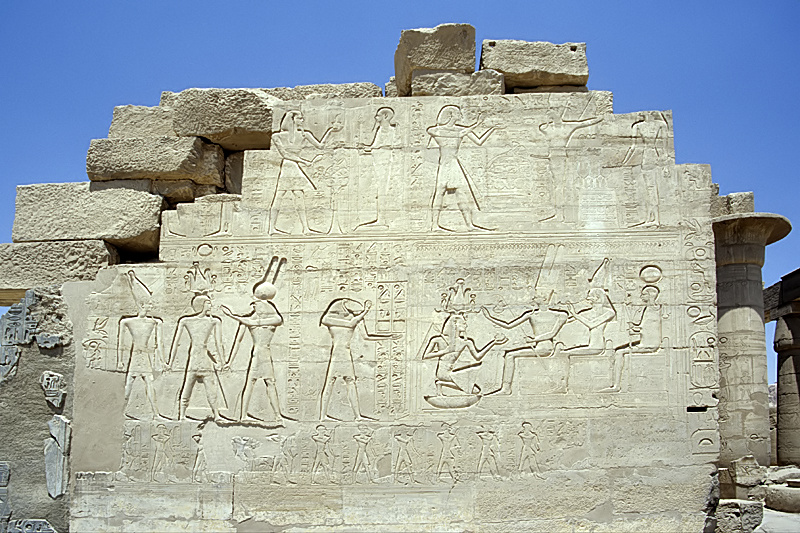
نحت على جدران الرامسيوم
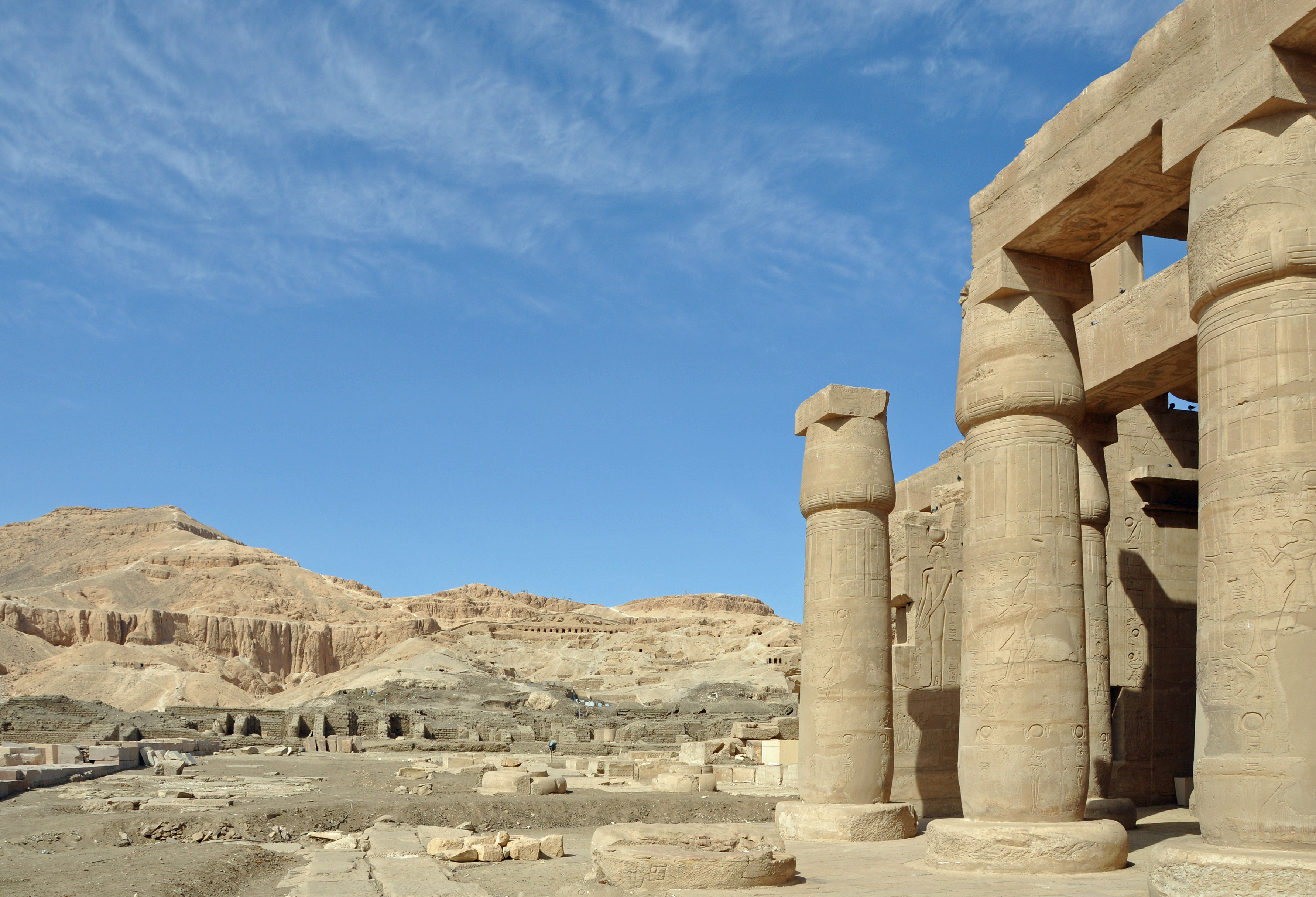
الرامسيوم وما يجاوره
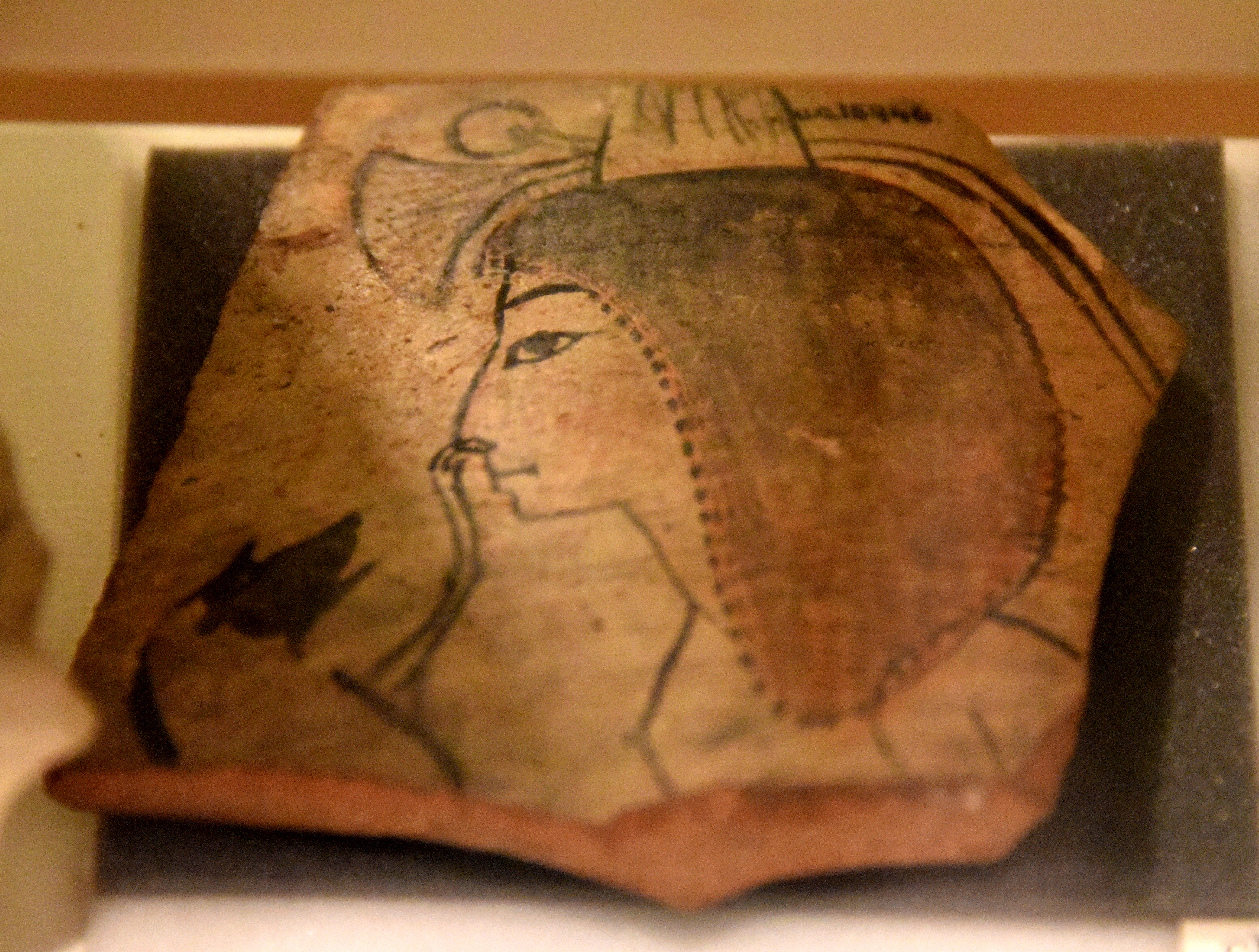
شقفة تُظهر قرداً يداعب أنف فتاة، الأسرة العشرون. من ضمن ما وجد فيما يسمى بمدرسة الفنانين في رامسيوم، طيبة، مصر. متحف بتري للآثار المصرية بلندن